# Penelope Milford
Penelope Milford (født 23. marts 1948) er en amerikansk teater,- tv- og filmskuespiller. Hun er bedst kendt for sin rolle som Vi-Munson i Coming Home - På vej hjem (1978), for hvilken hun blev nomineret til en Oscar for bedste kvindelige birolle. Hun startede også rollen som Jenny Anderson i Broadway-musical Shenandoah, som hun blev nomineret til en Drama Desk Award i 1975.